# Оуайхи (окръг)
Окръг Оуайхи (на английски: Owyhee County) е окръг в щата Айдахо, Съединени американски щати. Площ 19 934 km² (9,2% от площта на щата, 2-ро място). Население – 11 628 души (2017), 0,71% от населението на щата, гъстота 0,58 души/km². Административен център град Мърфи.
Окръгът заема югозападната част на щата. На юг и запад граничи съответно с щатите Невада и Орегон, на север – с окръзите Кениън, Ейда и Елмор, а на изток – с окръг Туин Фолс. Северните и североизточните райони на окръга са заети от западната част на обширната междупланинска равнина на река Снейк, а южната част е нископланинска, хълмиста и полупустинна. На запад се издига планината Оуайхи с връх Хейдън (2561 m). На север по границата с окръзите Кениън, Ейда и Елмор, преминава част от средното течение на река Снейк (ляв приток на Колумбия). От дясно в нея се вливат множество къси и непостоянни реки: Бруно, Касъл, Оуайхи (само част от горното течение е на територията на окръга) и др.
Най-голям град в окръга е Хоумдейл 2633 души (2010 г.). Други по-големи селища са градовете Марсинг 1031 (2010 г.) и Гранд Вю 452 души (2010 г.), а административният център Мърфи има население едва 97 души (2010 г.).
През окръга, от север на юг, в северозападната му част, на протежение от 32 мили (51,5 km), преминава участък от Междущатско шосе .
Окръгът е основан на 31 декември 1863 г. и е наименуван в чест на хавайските трапери първи изследвали района през 1819 – 20 г. Думата хавай има два начина на произнасяне „оуайхи“ и „хавайи“. В крайната южна част на окръга попада северния сектор на индианския резерват „Дък Вали“, а южният му сектор е на територията на щата Невада.